# 中国人大 (杂志)
《中国人大》，是中华人民共和国全国人民代表大会常务委员会的机关刊物，半月刊，由全国人大常委会办公厅主办。《中国人大》杂志社是全国人大常委会办公厅直属正局级事业单位。

## 简介
《中国人大》的前身是作为内部刊物流通的《工作通讯》，由全国人大常委会办公厅主办，第1期发刊于1981年4月13日。该刊物于1994年1月1日改版为《人大工作通讯》，是半月刊，但在封底征订启事中仍称“机关内部刊物”。1994年4月出版的第8期，改称为“机关刊物”。1994年9月出版的第18期开始称“国内公开发行”。
1999年7月1日，《人大工作通讯》改名为《中国人大》。全国人大常委会委员长李鹏为《中国人大》题写了刊名。2002年，《中国人大》杂志社从全国人大常委会办公厅联络局下设的处级单位正式成为办公厅直属的正局级事业单位。2004年1月，《中国人大》从小十六开改成大十六开，页码从48页增至56页。2007年，《中国人大》对外版创刊，截至2013年已发送160余个中国驻外使馆，供各国议员阅读。2008年8月，在全国人大常委会副委员长兼秘书长李建国的支持下，全国人大常委会秘书长办公会议通过了《中国人大杂志社发展规划》，将《中国人大》的发展目标定为“有特色、有权威、有较大影响力的全国性大刊”，将办刊工作的重点定为“进一步增强可读性、丰富刊物的表现形式”，并逐步形成一刊三版（即国内版、对外版、网络版）的新格局。2009年《中国人大》改成全彩印刷，全国人大常委会委员长吴邦国题写了“坚持正确的政治方向，把《中国人大》办成人大新闻宣传的主阵地”的贺词。
2013年12月19日，在《中国人大》杂志创刊20周年前夕，中共中央政治局常委、全国人大常委会委员长张德江来到杂志社调研，看望干部职工，并召开人大新闻宣传工作座谈会，陪同调研并参加座谈会的还有中共中央政治局委员、全国人大常委会副委员长李建国和全国人大常委会副委员长兼秘书长王晨。2014年1月1日起，在正式创刊20周年之际，《中国人大》再次改版。

## 历任领导
| 总编辑 …… - 王文友（？—？） - 汪铁民（？—） | 副总编辑 …… - 徐燕（？—？） - 金果林（？—？） - 马增科（？—？） |